# East Thermopolis
East Thermopolis – miasto w Stanach Zjednoczonych, w stanie Wyoming, w hrabstwie Hot Springs.